# La Liga de 1978–79
A La Liga de 1978–79 foi a 48º edição da Primeira Divisão da Espanha de futebol. Com 18 participantes, o campeão foi o Real Madrid.

## Tabela Final
| Pos | Equipe             | Pts | J  | V  | E  | D  | GP | GC | SG  | Classificação ou descenso                          |
| --- | ------------------ | --- | -- | -- | -- | -- | -- | -- | --- | -------------------------------------------------- |
| 1   | Real Madrid (C)    | 53  | 34 | 22 | 9  | 3  | 70 | 33 | +37 | Qualification for the European Cup first round     |
| 2   | Real Sociedad      | 52  | 34 | 19 | 14 | 1  | 54 | 20 | +34 | Qualification for the UEFA Cup first round         |
| 3   | Sporting Gijón     | 39  | 34 | 16 | 7  | 11 | 47 | 34 | +13 | Qualification for the UEFA Cup first round         |
| 4   | Barcelona          | 38  | 34 | 13 | 12 | 9  | 42 | 33 | +9  | Qualification for the UEFA Cup first round         |
| 5   | Real Betis         | 36  | 34 | 12 | 12 | 10 | 42 | 40 | +2  |                                                    |
| 6   | Valencia           | 36  | 34 | 12 | 12 | 10 | 50 | 42 | +8  | Qualification for the Cup Winners' Cup first round |
| 7   | Athletic Bilbao    | 35  | 34 | 15 | 5  | 14 | 52 | 44 | +8  |                                                    |
| 8   | Sevilla            | 34  | 34 | 14 | 6  | 14 | 50 | 47 | +3  |                                                    |
| 9   | Salamanca          | 34  | 34 | 13 | 8  | 13 | 37 | 37 | 0   |                                                    |
| 10  | Almería            | 33  | 34 | 11 | 11 | 12 | 41 | 50 | −9  |                                                    |
| 11  | Zaragoza           | 33  | 34 | 13 | 7  | 14 | 43 | 40 | +3  |                                                    |
| 12  | Las Palmas         | 32  | 34 | 13 | 6  | 15 | 36 | 49 | −13 |                                                    |
| 13  | Atlético Madrid    | 31  | 34 | 10 | 11 | 13 | 38 | 44 | −6  |                                                    |
| 14  | Español            | 30  | 34 | 9  | 12 | 13 | 28 | 37 | −9  |                                                    |
| 15  | Hércules           | 28  | 34 | 8  | 12 | 14 | 36 | 39 | −3  |                                                    |
| 16  | Rayo Vallecano (R) | 26  | 34 | 9  | 8  | 17 | 46 | 61 | −15 | Relegation to Segunda División                     |
| 17  | Burgos (R)         | 20  | 34 | 5  | 10 | 19 | 29 | 61 | −32 | Relegation to Segunda División                     |
| 18  | Málaga (R)         | 19  | 34 | 8  | 6  | 20 | 28 | 58 | −30 | Relegation to Segunda División                     |

1. ↑  Valencia qualified to the Cup Winners' Cup as winners of the Copa del Rey.
2. ↑  Málaga did not show up for the match of the 27th round, against Almería, which was played in Algeciras after Málaga's La Rosaleda Stadium had been closed. The Royal Spanish Football Federation awarded a win to Almería, while Málaga were also penalized with a three-point deduction.